# Argumentum ad populum
Argumentum ad populum (lateinisch argumentum ad populum ‚Berufung auf das Volk‘, ‚Argument nach dem Volk‘) bezeichnet eine Form des Fehlschlusses und eine rhetorische Taktik, bei der etwas als wahr behauptet wird, weil es der Meinung einer relevanten Mehrheit von Personen, z. B. der öffentlichen Meinung, entspreche. Es ist eine Sonderform des Autoritätsarguments, bei dem eine Mehrheit als Autorität angeführt wird. Ein Sonderfall, dem von einigen eine hohe Glaubwürdigkeit zugesprochen wird, ist der consensus gentium.
Es handelt sich beim Argumentum ad populum um ein klassisches Scheinargument, denn auch Mehrheiten (sogar alle Menschen gemeinsam) können irren. Anders gesagt: Eine falsche Tatsache wird nicht plötzlich wahr, weil eine Mehrheit dafür gestimmt hat. Von Relevanz ist das Argument in der Praxis besonders in der Demokratietheorie, die Mehrheitsentscheidungen teilweise einen normativen Charakter zuspricht (siehe auch Rechtspositivismus). Missverstanden wird diesbezüglich häufig auch das Prinzip der herrschenden Meinung bzw. des akademischen Konsenses, da hier sprachlich suggeriert wird, dass über Wissenschaft per Abstimmung entschieden werden kann.
Im politischen Populismus wird die Beweiskraft des ad populum beansprucht, jedoch auch ohne dass sichergestellt wird, ob tatsächlich die Meinung einer deutlichen Mehrheit zu Grunde gelegt wird. Es ist allerdings kein zwingender Beweis. Wird es als solcher behandelt, so ist dies ein Fehlschluss.